# Symplocos
Symplocaceae é uma família de plantas angiospérmicas (plantas com flor - divisão Magnoliophyta), pertencente à ordem Ericales.
O grupo contém apenas um género, Symplocos, onde se classificam as 320 espécies conhecidas de simplocáceas. Estas plantas são características de climas tropicais e subtropicais.